# 滋賀県立高等専門学校
滋賀県立高等専門学校（しがけんりつこうとうせんもんがっこう）は、滋賀県野洲市市三宅に設立予定の県立高等専門学校である。公式には滋賀県立高専や滋賀高専という略称が用いられている。
2023年（令和5年）開校の神山まるごと高等専門学校に続き、2028年（令和10年）4月に開校が予定されている。

## 概要
全国でも数少ない高等専門学校の空白県である滋賀県にとって初の高等専門学校として開校が予定されている。「滋賀発で次代の社会を支える高等専門人材の育成」と「技術者育成・交流のハブとして地域産業・社会に貢献」を設置の目的とし、滋賀らしさを取り入れたカリキュラムを予定している。運営は公立大学法人滋賀県立大学であり、1学年4コース制・入学定員120人を計画している。
校地は野洲駅から約1.3kmの野洲市市三宅にあり、県有地と国有地を合わせて約15万m2からなる。野洲川沿いの自然林が多い緑地であり、市が国有地に河川防災ステーションとしてグラウンド等を整備することが計画されている。
県立高専総合ディレクター（初代校長予定者） は北村隆行（京都大学名誉教授、元京都大学理事・副学長）。

## 沿革
滋賀県内における高等専門学校の設立実現に向けては、1961年（昭和36年）に滋賀県議会が「国立高等専門学校の設置方についての意見書」を国へ提出し請願が行われた。当時の滋賀県知事である谷口久次郎も誘致に前向きだったものの、高専が設置されることはなかった。約50年後、2014年滋賀県知事選挙に立候補した三日月大造は公約として「県立高等専門学校の設置」を掲げ当選し、滋賀県初の高専設立の機運が高まった。
設立に向けて2022年（令和4年）には「令和の時代の滋賀の高専」 構想骨子が策定され、高専設置に向けた初期案が取りまとめられた。設置主体としては、県直営もしくは大学を運営する地方独立行政法人の両方が検討され、柔軟な学校運営のために県唯一の公立大学法人である公立大学法人滋賀県立大学を主体とすることが決定した。
当初は2027年（令和9年）開校を目指していたものの、校舎建設や教員確保などに必要な期間を検討し、2023年（令和5年）1月27日に翌年の2028年（令和10年）4月開校へと変更した。同年1月30日には滋賀県立高等専門学校構想推進本部が設立され、設置に向けた準備業務が行われている。
施設整備・運営にあたってはPFI手法（BTO方式）を導入し、2023年（令和5年）10月20日に民間資金等の活用による公共施設等の整備等の促進に関する法律（PFI法）第7条の規定に基づき特定事業として選定された。

### 校地選定
学校用地の選定については、2022年（令和4年）5月18日に用地選定基準が公表され、同年7月8日の募集締め切りを経て、同年9月20日に設置場所が公表された。用地の選定基準は以下の4点である。
1. 20,000m2以上の土地であること
2. 用地取得済であること（または速やかな用地利用が確実であること）
3. 法令上、高専の設置が可能な土地であること
4. 災害危険区域など、「災害レッドゾーン・イエローゾーン」に該当しないこと

この基準を踏まえ、大津市・彦根市・長浜市・甲賀市・野洲市・湖南市・高島市・東近江市・米原市の9市から用地の提案が行われた。また、この基準に基づいて最適な県有地の選定も行われ、長浜市の滋賀県立長浜北高等学校跡地や彦根市の滋賀県立大学敷地内など6か所のうち、旧野洲川（野洲市市三宅）が最適県有地として選定された。高専誘致にあたっては甲賀市・湖南市の企業23社によって「草津線沿線地域に高専を誘致する会」が設立されたり、長浜市・米原市に加え近隣の福井県敦賀市・南越前町・岐阜県関ケ原町の5市町によって湖北の誘致を目指す連携協定が結ばれたりと、県内外で誘致運動が行われた。
選定では校地や交通、コストなど6項目を点数化して評価を行った。選考の結果、野洲市が提案し、県が最適県有地として選定した旧野洲川用地が設置場所として選ばれ、2022年滋賀県議会9月定例会の冒頭に三日月大造によって公表された。市は新快速停車駅である野洲駅からのアクセスや、周辺の自然環境、京セラやオムロンとった企業の工場集積地という立地をアピールし、国と野洲市によるグラウンド整備によってコストが低減されることなども県に評価された。選考時の点数は231点であり、次点は彦根市の稲枝駅西側地区を8ポイント上回るトップだった。当初は県有地の面積が狭かったことから点数が低かったものの、野洲市が提案の際に国有地を加えたことで80点上積みされ、選考されるに至った。

### 年表
- 2022年（令和4年）
  - 3月 - 構想骨子が策定される[7]。
  - 5月18日 - 用地選定基準が公表される。
  - 6月8日 - 用地の市町提案募集が開始される。
  - 7月8日 - 市町提案募集が締め切られる。
  - 9月20日 - 高専の設置場所を野洲市市三宅に決定し、公表が行われる。
- 2023年（令和5年）
  - 1月27日 - 開校予定を2028年（令和10年）4月へ延期する。
  - 1月30日 - 滋賀県立高等専門学校構想推進本部が設立される。
  - 10月20日 - 民間資金等の活用による公共施設等の整備等の促進に関する法律（PFI法）第7条の規定に基づき特定事業として選定される。
- 2026年（令和8年）- 文部科学省に認可申請予定[17]。
- 2028年（令和10年）4月 - 開校予定。

## 設置学科・規模
1学年を120人（3学級）とし、県外から入学者は30人程度と見込まれている。1年次は全学生が総合学科に配属され情報技術を基盤として学び、2年次以降は以下の4つの専門コースを選択することが計画されている。各コースにはそれぞれコース長を選任する予定である。
- 機械系
- 電気電子系
- 情報技術系
- 建設系（環境・インフラ系）

## アクセス
- JR琵琶湖線野洲駅より徒歩約17分（約1.3km）

## 寮
50名規模の学生寮を整備予定。